# Справа отамана Зеленого
«Справа отамана Зеленого» — історичний роман українського письменника Андрія Кокотюхи; що вийшов у видавництві «Книжковий клуб «Клуб сімейного дозвілля»» 2014 року. Роман розповідає про визвольну боротьбу українського народу 1919 року. Роман було написано у Києві з березня по травень 2014 року.
| Роман Кокотюхи — динамічне й захопливе читання про український повстанський рух — ще одну малознану сторінку української історії, боротьбу мешканців Великої України за її незалежність і соборність. Герої роману — звичайні собі люди, зі своїми характерами, мотиваціями, переживаннями та глибокими внутрішніми змінами. Автор без пафосу й зайвих емоцій зумів це передати. Ярослав Файзулін, кандидат історичних наук, передмова до книги |

## Опис книги
| 1919 року земля України стала полем битви між різними владами — «червоними», «білими», «зеленими»… Лікар Артем Шеремет за зброю визнавав лише скальпель, але жорстокі реалії громадянської війни в Україні 1919 року докорінно змінили життя героя. Він змушений був узяти до рук справжню зброю і поринути у вир буремних подій. Трагічні обставини приводять його до армії отамана Зеленого. Запекла боротьба, смертельна небезпека, зрада та надія, кохання і втрата — не омине ніщо... |

## Видання
- 2014 рік — видавництво «Книжковий клуб „Клуб сімейного дозвілля“».